# Saboyano
El saboyano es un dialecto del francoprovenzal o arpitán hablada en Saboya. Se trata de un dialecto incluido en la Carta Europea de Lenguas Minoritarias.
El saboyano se divide en numerosos subdialectos, prácticamente uno por cada uno de los grandes valles que forman la región.
Según un sondeo realizado por los estudiantes del Institut Universitaire de Technologie de la , en la localidad de Annecy-le-Vieux (departamento de Alta Savoya, bajo la dirección de Marc Bron, presidente de la Association des Enseignants de Savoyard (Asociación de Profesores de Saboyano), en febrero de 2001:
- El 71% de las personas preguntadas expresaron su deseo de que el saboyano se conservara.
- El 37% deseaba que existiera la posibilidad de aprenderlo en la escuela.
- El 31% deseaba que existiera la posibilidad de aprenderlo en cursos extraescolares.
- El 40% juzgaba conveniente la introducción de cartas bilingües en los restaurantes, señalización viaria bilingüe y la posibilidad de estudiar saboyano como lengua optativa durante la educación secundaria.
- 4 personas de cada 5 declaran haberlo escuchado utilizar en conversación.
- Sólo el 7% lo habla.
- Una persona de cada dos piensa que el saboyano debe transmitirse a las generaciones venideras y que sería necesario crear escuelas bilingües para las familias que lo deseen.

## Particularidades
Entre los dialectos francoprovenzales, el saboyano posee determinadas características específicas, tanto fonéticas como léxicas.
A menudo es citada como particularidad fonética la palatalización del grupo latino /ca/, que, dependiendo de los casos, evoluciona en đ (comarca de Annecy), st (valle de Arly) o ts (Maurienne y Valle de Aosta). Así, *chan < campus evoluciona a [đã], [stã] o [tsã] dependiendo del valle.
En cuanto al léxico, más allá de los nombres de especies vegetales propios del clima alpino [verne, varoche (aliso verde), frasse (haya), darbè (abeto)], encontramos multitud de términos relacionados con la meteorología [bacan (mal tiempo), coussie (tormenta), royé (chaparrón), ni[v]ole (nube)], al medio ambiente, [clapia, pierrier (material desprendido de una ladera), égra (especie de escalera de piedra). balme (gruta), tova (turbera), lanche (prado en pendiente)], así como expresiones originales como faré la pota (poner mala cara), être loin (irse), etc. Se trata de rasgos que distinguen de manera acusada el idioma francoprovenzal y sus dialectos de las lenguas de oil y las lenguas de oc.
El saboyano y el resto de dialectos francoprovenzales deben sus diferencias con respecto al occitano a los préstamos del italiano, debido a los vínculos del Ducado de Saboya con la Italia septentrional durante el siglo XVII, cuando se dio la unión fáctica de ambas regiones. Esto explica también la gran proximidad al dialecto francoprovenzal valdostano del Valle de Aosta.
El francoprovenzal de los Alpes ha sido el objeto de un estudio detallado por parte del Centre de Dialectologie de la Universidad de Grenoble bajo la dirección de Gaston Tuaillon, ya jubilado, y actualmente bajo la de Michel Contini, su sucesor.

## Obras literarias en saboyano
Durante los últimos años, se han traducido diversas series de dibujos animados a la variedad saboyarda del arpitán o francoprovenzal. Es el caso de Fanfoué des Pnottas, una producción realizada en la comarca de Chablais, traducida por Marc Bron, presidente de la Association des Enseignants de Savoyard (AES), quien también a igualmente adaptado un cómic de Gaston Lagaffe, rebautizado en saboyano como Gust Leniolu.
En 2007, la Aliance Culturèla Arpitana publicó en Cervens (Chablais) el cómic L'afére Pecârd, traducción de El asunto Tornasol en francoprovenzal. En esta aventura de Tintín, el protagonista habla la variedad saboyana del francoprovenzal con rasgos propios de la región de Thônes. El cómic está escrito en ortografía estandarizada.